# Херкинген
Херкинген (нем. Härkingen) — коммуна в Швейцарии, в кантоне Золотурн.
Входит в состав округа Гой. Население составляет 1252 человека (на 31 декабря 2007 года). Официальный код — 2402.

## История
Упоминается в 1080 году как деревня под названием Härichingen в уезде Buchsgeowe района (Kopie), и в 1101-03 годах как Harichingen.